# Le Houlme
Le Houlme is een gemeente in het Franse departement Seine-Maritime (regio Normandië) en telt 4397 inwoners (1999). De plaats maakt deel uit van het arrondissement Rouen.

## Geografie
De oppervlakte van Le Houlme bedraagt 3,0 km², de bevolkingsdichtheid is 1465,7 inwoners per km².

## Verkeer en vervoer
In de gemeente ligt spoorwegstation Malaunay-Le Houlme.
De onderstaande kaart toont de ligging van Le Houlme met de belangrijkste infrastructuur en aangrenzende gemeenten.

## Demografie
Onderstaande figuur toont het verloop van het inwonertal (bron: INSEE-tellingen).